# Boudewijn Bouckaert
Boudewijn Bouckaert (Gent, 21 juli 1947) is een Belgisch gewezen hoogleraar en Vlaamsgezind, libertair politicus.

## Biografie
Boudewijn Bouckaert groeide op in een katholiek, Vlaamsgezind milieu in de buurt van het Station Gent-Sint-Pieters. 
Tijdens zijn studie verdiepte hij zich in de vrijzinnigheid, maar verkoos het protestantisme. In 1971 werd hij doctor in de rechten en kandidaat in de wijsbegeerte aan de Rijksuniversiteit Gent. 

### Academische carrière
Hij begon als assistent bij Willy Calewaert en promoveerde tot geaggregeerde voor het Hoger Onderwijs in 1981 met een proefschrift over de Exegetische School. In 1982 werd hij docent aan de Universiteit Gent en in 1991 gewoon hoogleraar. Tussen 1998 en 2000 was hij decaan van de faculteit Rechten.
Aan de UGent doceerde hij "Algemene Beginselen van het Recht", "Rechtseconomie", "Eigendomsrecht" en "Economisch Recht" aan studenten economie en rechten. Bij aanvang van het academiejaar 2011-2012 nam hij ook het vak "Politieke en Rechtsfilosofische Stromingen" over van de overleden Koen Raes. Op 9 november 2012 ging hij op emeritaat.

### Politieke carrière
Bouckaert begon zijn politiek engagement bij de socialistische beweging, waar hij begin jaren 70 als rechtenstudent voorzitter was van de Gentse Jongsocialisten. 
In de tweede helft van de jaren zeventig las hij het werk van Friedrich Hayek en Ludwig von Mises en werd lid van de Partij voor Vrijheid en Vooruitgang (PVV, de latere VLD). Binnen de liberale partij was hij een pleitbezorger van het klassiek liberalisme en werd hij aanhanger van het confederalisme en het atlantisme. Bij de verkiezingen in 1995 en 1999 stond hij op de lijsten van de VLD, maar bekleedde geen politieke mandaten. Hij werd door de VLD-leden in het partijbestuur verkozen.
Eind juni 2005 kwam Bouckaert binnen zijn partij onder vuur te liggen nadat hij in een interview in het christelijke weekblad Tertio voor een tweepartijensysteem in Vlaanderen had gepleit, met een grote rechtse formatie waarvan ook politici van Vlaams Belang deel zouden uitmaken. Zijn commentaar over een samenwerking met Vlaams Belang ging in tegen het partijstandpunt en een afspraak binnen de VLD partijstandpunten niet publiek te bekritiseren. Er volgde een conflict tussen Bouckaert en partijvoorzitter Bart Somers, dat beëindigd werd op 8 juli 2005, doordat Bouckaert uit het partijbestuur stapte. Bouckaert verliet de VLD op 27 oktober 2006 omdat hij de partij te links vond.
Bij de rechtstreekse Vlaamse verkiezingen van 7 juni 2009 werd hij voor de nieuwe partij Lijst Dedecker verkozen in de kieskring Oost-Vlaanderen. In het Vlaams Parlement werd hij voorzitter van de Commissie voor Onderwijs en Gelijke Kansen. Hij bleef volksvertegenwoordiger tot mei 2014. 
In 2024 werd Bouckaert verkozen tot gemeenteraadslid in Wetteren. Hij was kandidaat op de lijst van N-VA.

### Verenigingen
In 1993 richtte Bouckaert Nova Civitas op, een liberale denktank en debatgroep die kritisch stond tegenover de VLD. Bouckaert haalde de pers toen hij op de website van Nova Civitas uithaalde naar de krant De Morgen, waar hoofdredacteur Yves Desmet en VLD-topman Karel De Gucht zich denigrerend uitlieten over de deelnemers aan de Gay Pride Parade. Na kritiek verwijderde hij de tekst, beweerde dat het "om te lachen" was en excuseerde hij zich.
Op 8 november 2006 startte Bouckaert samen met Jean-Marie Dedecker de liberale denktank Cassandra. Op 29 november 2006 sloten beiden zich aan bij de N-VA. Jean-Marie Dedecker werd echter uit de N-VA gezet na druk van CD&V, de kartelpartner van de N-VA, en besloot om met Lijst Dedecker (LDD) zijn eigen partij op te richten. Bouckaert werd daarvan lid. In 2010 werd Nova Civitas ontbonden en herdoopt tot Libera!, met Bouckaert als voorzitter. In 2022 ontving hij voor zijn carrière de Prijs voor de Vrijheid van Libera!
Van 2003 tot 2006 was Bouckaert voorzitter van het Overlegcentrum van Vlaamse Verenigingen (OVV). Hij volgde in deze hoedanigheid prof. Eric Ponette, onder andere oud-voorzitter van het Verbond der Vlaamse Academici, op.
Hij is kernlid van Res Publica, een denkgroep die ijvert voor de Vlaamse onafhankelijkheid.

## Privé
In juni 2007 verloor Bouckaert zijn hoogzwangere vrouw en hun ongeboren kind na een hersenbloeding. 